# James Merendino

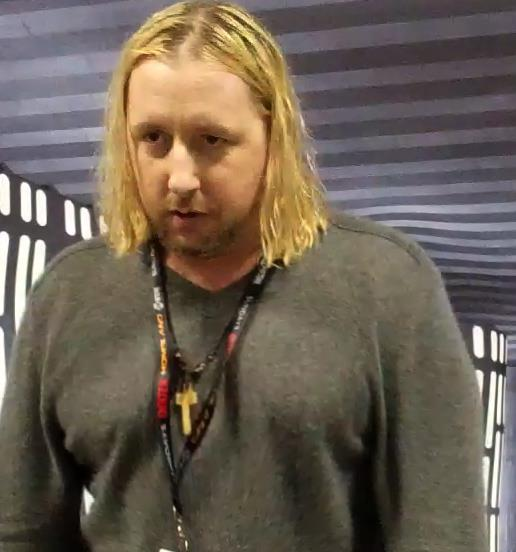
James Merendino (2011)

James Merendino (* 1967 in Rom, Italien) ist ein US-amerikanischer Film-Regisseur und Drehbuchautor.

## Biografie
Im Alter von sechs Jahren zog James Antonioni Merendino mit seiner Familie von Italien zuerst nach New York und anschließend nach Salt Lake City. Mit sechzehn Jahren zog er zurück nach Rom zum Studium der Theologie und Philosophie.
Er drehte zahlreiche Independentfilme, die jedoch wenige Beachtung fanden. Erst mit seiner Subkultur-Studie "Punk!" (1998), der inzwischen zum Kultfilm avancierte, gelang ihm ein wichtiger Beitrag zur Filmgeschichte. In einer Nebenrolle ist der deutsche Schauspieler Til Schweiger zu sehen. Sein Film Trespassing (2004) hingegen wurde von Publikum und Presse verrissen.

## Filmografie (Auswahl)
- 1992: Withcraft IV: The Virgin Heart
- 1994: The Upstairs Neighbour
- 1994: Hard Drive
- 1995: Angriff aus dem Dunkeln (Toughguy)
- 1996: Terrified
- 1997: Dark Moments – Im Angesicht des Todes (River Made To Drown In)
- 1997: Livers Ain't Cheap
- 1999: Alexandria Hotel (Miniserie)
- 1998: Punk! (SLC Punk!)
- 2000: Magicians
- 2001: Amerikana
- 2004: Trespassing